# Raphael Rocha
Raphael Rocha (19 de dezembro de 1996) é um futebolista samoano-americano de ascendência filipina que atua como atacante. Atualmente joga pelo Atu'u Broncos.

## Carreira internacional
Raphael foi chamado à seleção sub-20 para participar do Campeonato Sub-20 da OFC de 2014, e jogou três das cinco partidas do torneio.
Ele teve sua primeira partida pela seleção principal no amistoso contra Fiji, em que foram derrotados por 6 gols a zero. Também fez parte da equipe de convocados para as eliminatórias da Copa do Mundo FIFA de 2018 pelo treinador Larry Mana'o.